# Lutz Raphael
Lutz Raphael (* 12. September 1955 in Essen) ist ein deutscher Historiker und Hochschullehrer an der Universität Trier. Seit dem 8. Oktober 2021 ist er Vorsitzender des Verbands der Historiker und Historikerinnen Deutschlands.

## Leben
Nach dem Abitur am Städtischen Gymnasium Essen-Borbeck 1974 studierte Raphael Geschichte, Romanistik, Philosophie und Soziologie an der Westfälischen Wilhelms-Universität Münster und an der Université Paris VIII – Vincennes. 1981 schloss er sein Studium bei Erwin Oberländer mit dem ersten Staatsexamen für das Lehramt in Französisch und Geschichte ab und wurde 1984 bei Karin Priester an der Universität Münster mit einer Studie über die Entwicklung der Beziehungen zwischen Partei und Gewerkschaft in der kommunistischen Arbeiterbewegung Italiens und Frankreichs während der 1970er Jahre promoviert. Nach kurzer Tätigkeit im Verlagswesen war Raphael von 1987 bis 1990 Wissenschaftlicher Mitarbeiter, von 1990 bis 1996 Wissenschaftlicher Assistent am Institut für Geschichte der Technischen Universität Darmstadt, wo er sich 1994 mit einer Arbeit über die Annales-Geschichtsschreibung und nouvelle histoire in Frankreich 1945–1980 habilitierte. Nach einer Vertretung der Professur für Neuere und Neueste Geschichte an der Universität Tübingen lehrt Raphael seit 1996 als Professor für Neuere und Neueste Geschichte an der Universität Trier, unterbrochen von Gastprofessuren und Fellowships an der École des Hautes Etudes en Sciences Sociales in Paris, der Université Paris VII – Denis Didérot, an der Humboldt-Universität zu Berlin, dem St. Antony’s College Oxford, der London School of Economics und dem Deutschen Historischen Institut London.
Von 2007 bis 2013 war Raphael Mitglied des Wissenschaftsrats. Seit 2014 ist er Mitglied der Akademie der Wissenschaften und der Literatur Mainz. Während des akademischen Jahres 2015/2016 war er Gerda Henkel Visiting Professor am Deutschen Historischen Institut London.
Raphael ist Mitherausgeber der Zeitschriften Neue Politische Literatur und Journal of Modern European History.

## Schwerpunkte
In der Forschung befasste sich Raphael in Sonderforschungsbereichen mit den Themen
- Staat im Dorf. Der Wandel lokaler Herrschaftsstrukturen im Rhein-Maas-Raum während des Aufstiegs des modernen bürokratischen Anstaltsstaates (französische, luxemburgische und deutsche Erfahrungen im Vergleich),
- Zwischen Maas und Rhein. Beziehungen, Begegnungen und Konflikte in einem europäischen Kernraum von der Spätantike bis zum 19. Jahrhundert,
- Fremdheit und Armut. Wandel von Inklusions- und Exklusionsformen von der Antike bis zur Gegenwart. Administrative Kontrolle, organisierte Betreuung und (Über-)Lebensstrategien mediterraner Arbeitsmigranten in den Montanregionen zwischen Rhein und Maas (1950–1990),
- Armut im ländlichen Raum im Spannungsfeld zwischen staatlicher Wohlfahrtspolitik, humanitär-religiöser Philanthropie und Selbsthilfe im industriellen Zeitalter (1860–1975).

Seit 2006 leitet er das DFG-Projekt: Atlas of the Institutions of European Historiography 1800–2005, und seit 2009 ist er geschäftsführender Leiter des „Forschungszentrums Europa – Strukturen langer Dauer und Gegenwartsprobleme“ (FZE), einer zentralen wissenschaftlichen Einrichtung an der Universität Trier.

## Auszeichnungen
- 2006: Verdienstorden des Landes Rheinland-Pfalz[3]
- 2013: Gottfried Wilhelm Leibniz-Preis[4]
- 2021: Bochumer Historikerpreis[5]

## Schriften (Auswahl)
- Jenseits von Kohle und Stahl. Eine Gesellschaftsgeschichte Westeuropas nach dem Boom. Suhrkamp, Berlin 2019.
- Ordnungsmuster und Deutungskämpfe. Wissenspraktiken im Europa des 20. Jahrhunderts (= Kritische Studien zur Geschichtswissenschaft. Band 227). Vandenhoeck & Ruprecht, Göttingen 2018.
- mit Jenny Pleinen: Die Zeithistoriker in den Archiven der Sozialwissenschaften. In: Vierteljahrshefte für Zeitgeschichte 2 (2014), S. 173–196.
- Imperiale Gewalt und mobilisierte Nation. Europa 1914–1945. Beck, München 2011.
- mit Ilaria Porciani: Atlas of European Historiography. The Making of a Profession 1800–2005, Houndmills, Basingstoke 2010.
- mit Anselm Doering-Manteuffel: Nach dem Boom. Perspektiven der Zeitgeschichte nach 1970, Vandenhoeck & Ruprecht, Göttingen 2008, 2. ergänzte Auflage 2010.
- (Hrsg.): Klassiker der Geschichtswissenschaft. Band 1: Von Edward Gibbon bis Marc Bloch, ISBN 978-3-406-54118-6; Band 2: Von Fernand Braudel bis Natalie Z. Davis, Beck, München 2006, ISBN 978-3-406-54104-9.
- (Hrsg.) mit Heinz-Elmar Tenorth: Ideen als gesellschaftliche Gestaltungskraft im Europa der Neuzeit. Beiträge für eine erneuerte Geistesgeschichte (= Ordnungssysteme. Studien zur Ideengeschichte der Neuzeit. Band 20). Oldenbourg, München 2006, ISBN 3-486-57786-7.
- Geschichtswissenschaft im Zeitalter der Extreme. Theorien, Methoden, Tendenzen von 1900 bis zur Gegenwart (= Beck'sche Reihe. Band 1543). Beck, München 2003, ISBN 3-406-49472-2.
- Recht und Ordnung. Herrschaft durch Verwaltung im 19. Jahrhundert. Fischer Taschenbuch Verlag, Frankfurt am Main 2000, ISBN 3-596-60158-4.
- Die Erben von Bloch und Febvre. Annales-Geschichtsschreibung und nouvelle histoire in Frankreich 1945–1980. Klett-Cotta, Stuttgart 1994 (Teilw. zugl.: Darmstadt, Techn. Hochsch., Habil-Schr., 1994, u.d.T.: Vom intellektuellen Nonkonformismus zum kulturellen Erfolg).
- Partei und Gewerkschaft. Die Gewerkschaftsstrategien der kommunistischen Parteien Italiens und Frankreichs seit 1970. Westfälisches Dampfboot, Münster 1984 (Zugl.: Münster, Univ., Diss., 1984).